# Estación Raulet
Raulet es una estación ferroviaria que se ubicaba en el Partido de General La Madrid, Provincia de Buenos Aires, Argentina.

## Historia
Su construcción finalizó en 1910 a cargo del Ferrocarril Rosario a Puerto Belgrano.